# Fender Precision Bass
Fender Precision Bass (znany także jako P-Bass lub precel) jest najprostszym i zarazem najstarszym typem elektrycznej gitary basowej, opatentowanej na początku lat 50. przez Leo Fendera. Instrument ten został zaprojektowany z myślą o kontrabasistach, których problemem było zbyt słabe nagłośnienie kontrabasu oraz jego duża masa. P-Bass szybko znalazł swoje miejsce wśród sprzętu muzycznego, po który sięgały grupy artystów grających rock and rolla, wówczas debiutującego na scenie.

## Historia
Gitara basowa Precision zadebiutowała na rynku muzycznym w roku 1951, a jej wygląd dość znacząco odbiegał od dzisiejszej sylwetki tegoż instrumentu. Kształt oraz detale ówczesnego modelu były inspirowane gitarą Telecaster. Do wyposażenia P-Bassu należał jeden przetwornik typu single coil umieszczony w środkowej pozycji oraz mostek z dwoma siodełkami, który teoretycznie umożliwiał precyzyjną regulację menzury i wysokości zawieszenia strun (stąd nazwa basu – Precision). Jednak już w 1957 roku podjęto się próby odświeżenia wyglądu instrumentu, tym razem wzorując się na bestsellerze firmy – Fenderze Stratocasterze. Nowy wygląd, czterosiodełkowy mostek oraz przetwornik split coil nie spowodowały straty popularności P-Bassu, wręcz przeciwnie – produkty Fendera zyskiwały jeszcze więcej nabywców. Droższe modele gitary posiadały maskownicę, która była wykonana z anodyzowanego aluminium, zamiast z tworzyw sztucznych. We wszystkich standardowych odmianach Precision Bass posiadał dwa potencjometry – do regulacji głośności (volume) oraz brzmienia (tone). Przystawka split coil, zaprojektowana przez Setha Lovera pracuje jako humbucker, generując tony o bogatym dolnym paśmie, bez wyrazistej góry, w przeciwieństwie do modelu Jazz Bass. To sprawia, że bas ten bardzo rzadko jest wykorzystywany do gry solowej, za to idealnie sprawdza się jako instrument sekcyjny.
W roku 1968 zaprezentowano model Telecaster Bass, który wyglądem i specyfikacjami przypominał pierwszy typ P-Bassu.

## Wersje specjalne

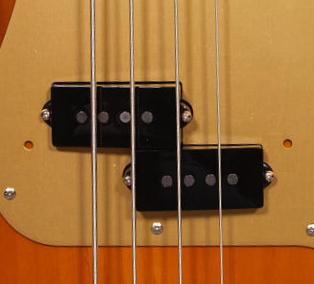
Przetwornik typu split coil

Przez pół wieku Fender wyprodukował wiele wersji P-Bassu, m.in. z 20, 21 lub 22 progami oraz w limitowanych edycjach, które dostępne były tylko przez pewien okres. Począwszy od lat 70. niektóre odmiany Precision były dostępne w wersji z bezprogową, palisandrową lub klonową podstrunnicą, dzięki której brzmienie gitary było bliższe kontrabasowi. W 1980 roku zaprezentowano wersję Special – pierwszy model tego instrumentu z aktywną elektroniką (preamp), wprowadzającą regulację tonów wysokich (treble) i niskich (bass). Trzy lata później powstała seria Elite charakteryzująca się nowym wyglądem przystawek i Elite II z drugą parą przystawek split coil przy mostku. W latach 1989–1992 produkowane były gitary basowe w edycjach Plus oraz Deluxe Plus, zaopatrzone w nowoczesne przystawki firmy Lace Sensor (w układzie PJ), w wariantach z pasywną bądź aktywną elektroniką. Pod koniec lat 90. zaprezentowano instrumenty z serii Deluxe posiadające dodatkową przystawkę typu single coil lub humbucker (w zależności od kraju, z którego pochodzi gitara), montowaną przy mostku. Oprócz aktywnych przystawek i trzech potencjometrów odpowiedzialnych za ustawienia equalizera (treble, middle i bass) oraz dziewięcio- lub osiemnastowoltowego przedwzmacniacza, Precision Bass w edycji American Deluxe charakteryzował się głębszym wycięciem, które pozwalało na łatwiejszy dostęp do wyższych pozycji na podstrunnicy. Odmiany pięciostrunowe zadebiutowały na początku XXI wieku. W 2003 roku gitary z serii American Series otrzymały system typu Greasebucket, który umożliwiał zmianę połączenia z szeregowego na równoległe i odwrotnie za pomocą przycisku S-1. Gdy przycisk był wciśnięty, brzmienie Precision Bassu upodabniało się do tonu gitary Jazz Bass. Linia Highway One przedstawiona również w 2003 roku była wyposażona w mostek typu BadAss II oraz stylizowana na wygląd gitar z lat 60. (głównie za sprawą zastosowania lakieru nitrocelulozowego), kilka lat później została zastąpiona odpowiednio seriami Classic i Road Worn. W 2008 roku seria American Series została zastąpiona linią American Standard, wnosząc do modelu Precision solidniejszy mostek, klucze Hipshot oraz cieńszą warstwę lakieru.